# Burnley
Burnley là một thị xã ở quận Burnley, hạt Lancashire, Anh, với dân số khoảng 73.500 người. Thị xã có cự ly nằm 21 dặm (34 km) về phía bắc Manchester và 25 dặm (40 km) về phía đông của Preston, tại ngã ba của Calder sông và sông Brun.
Khu vực này bắt đầu phát triển trong giai đoạn đầu thời trung cổ khi một số làng nông trại bao quanh bởi các thái ấp nhà ở và các khu rừng hoàng gia, đạt tới phức phố thị hơn 700 năm trước đây. Tuy nhiên, giai đoạn chính của nó mở rộng trong cuộc cách mạng công nghiệp, khi nó phát triển thành một trong những thị trấn nhà máy nổi bật nhất của Lancashire. Lúc cao điểm của nó, nó là một trong những nhà sản xuất vải bông lớn nhất thế giới, và một trung tâm kỹ thuật công trình lớn.
Ngày nay, Burnley có một nền kinh tế hậu công nghiệp, và ngày càng trở nên là một thị xã cư trú cho cư dân của Manchester, Leeds và hành lang M65. 
Thành phố có Câu lạc bộ bóng đá Burnley.